# IC 3258
IC 3258 ist eine irreguläre Galaxie mit ausgedehnten Sternentstehungsgebieten vom Hubble-Typ IB(s)m im Sternbild Jungfrau am Nordsternhimmel. Sie ist unter der Katalognummer VCC 664  als Mitglied des Virgo-Galaxienhaufens gelistet.

Im selben Himmelsareal befinden sich u. a. die Galaxien NGC 4351, IC 3224, IC 3233, IC 3279.
Das Objekt wurde am 14. September 1900 von Arnold Schwassmann entdeckt.